# Vladimir Šlajmer
Vladimir Šlajmer, slovenski gradbenik (1895—1976)
Inž. Vladimir Šlajmer, sin znanega slovenskega kirurga Eda Šlajmerja, je bil mariborski gradbenik, ki je s partnerjem arhitektom Jožetom Jelencem leta 1926 v Mariboru ustanovil gradbeno podjetje Inž. arh. Jelenc & inž. Šlajmer, ki je bilo eno največjih mariborskih gradbenih podjetij med obema svetovnima vojnama. S svojim gradbenim podjetjem je sodeloval pri številnih, tudi največjih gradbenih projektih v Mariboru med obema svetovnima vojnama (Vurnikova delavska kolonija, letno kopališče na Mariborskem otoku, kanaliziranje Meljskega predmestja, pravoslavna cerkev sv. Lazarja, šolsko poslopje v Žolgarjevi ulici itd.)
Leta 1938 je bil izvoljen za predsednika mariborske sekcije Društva za ceste v Ljubljani. Bil je tudi predsednik mariborske turistične organizacije Tujskoprometne zveze. Njegov sin je bil arhitekt in urbanist Marko Šlajmer (1927-1969), hči pa Majda Šlajmer Japelj (1933), medicinska sestra, sociologinja in političarka.
Po drugi svetovni vojni so njegovo premoženje nacionalizirali.